# 鲁易
魯易（1900年—1932年），譜名其昌，字蕙孫，號繩武。湖南常德人，祖籍江西黎川，中国政治人物、军事人物。

## 生平
鲁易曾赴日本明治大學留學。1920年赴法國勤工儉學，因參與學生運動，被遣返。後在廣東省立第六師範學校（今日海南瓊山）任教。
1922年加入中國共產黨，1925年任黃埔軍校政治部秘書，升為副主任，獲得少將軍銜。1926年，赴蘇聯莫斯科留學。1928年回國，1930年，任中共中央軍事委員會總政治部主任。1931年改任中共湘鄂西革命軍事委員會政治部主任，1932年初，任紅三軍政治部主任兼任特別委員會書記等職。
國共戰鬥時，被國民革命軍捕獲，蔣介石命湖北綏靖主任何雪竹將之處決於湖北省沔陽縣。